# Castillo de Conill
El castillo fronterizo de Conill se encontraba en la pequeña entidad de población del mismo nombre, del municipio de Pujalt en la comarca catalana de Noya. Nació como un castillo asentado en el territorio fronterizo, entre los condados cristianos y los territorios de al-Ándalus. Actualmente quedan pocos restos.

## Historia
Está documentado a partir del año 1019, fecha en que el vizconde Bermon de Cardona restituyó a la iglesia de San Vicente de Cardona varios bienes entre los cuales se encontraban los derechos que tenía el castillo de Conill. La antigua iglesia de San Vicente de Conill, el castillo y el lugar, aparecen en el acta de consagración de San Vicente de Cardona del año 1040, realizada por el obispo Eriball de Urgell y los vizcondes de Cardona, como una de las posesiones del cenobio. La sujeción a la canónica cardonina también se comprueba en la bula del papa Anastasio IV dirigida a la mencionada iglesia. El año 1052 vuelve a aparecer el castillo en un documento de venta que hizo Udalard de unas tierras situadas dentro del término de este castillo al abad de San Vicente de Cardona.
El afianzamiento de Cardona en Calaf, erigiendo esta población como sede de sus dominios a la región entonces llamada Segarra, incidía de pleno sobre el próximo núcleo de «Conill de Segarra» -como era entonces conocido-. Así, en el siglo XIII, se disputaban la jurisdicción del lugar el monarca y el vizconde de Cardona. La indefinición motivó una fuerte tensión cuando, en 1303, el alcalde y el lugarteniente de los Cardona en Calaf se adelantaron al veguer de Cervera en el tratamiento de un asesinato cometido en el término de Conill, queriendo así patentizar que la última jurisdicción era vizcondal. En 1330, habiéndose producido otro muerto, se vuelve a abrir el conflicto jurisdiccional; el veguer de Cervera elevó el caso al monarca, quien delegó las actuaciones a Guillem de Cervelló, el «gerensvicens»  del procurador general, el infante y primogénito Pedro. De todos modos y como en otros lugares, el rey tuvo que transigir y dejar de poner en entredicho la pertenencia a los Cardona de Conill de Segarra que en 1375 fue incluido en la lista de lugares del condado de Cardona. 
Posteriormente, el lugar siguió la misma evolución que todos los dominios de los Cardona que fueron señores hasta la abolición de los señoríos jurisdiccionales. La carencia de necesidades defensivas importantes facilitaron el desvirtuamiento del castillo de Conill, hoy en día desaparecido.

## Arquitectura
Bajando por la pendiente meridional el pueblo nació alrededor del castillo, las piedras del cual se usaron para construir algunas casas, y actualmente queda únicamente algunos muros. 